# Oribatella longispina
Oribatella longispina är en kvalsterart som beskrevs av Berlese 1914. Oribatella longispina ingår i släktet Oribatella och familjen Oribatellidae. Inga underarter finns listade i Catalogue of Life.